# William Thornton
William Thornton (ur. 20 maja 1759 na Tortoli (Brytyjskie Wyspy Dziewicze), zm. 28 marca 1828 w Waszyngtonie) – brytyjsko-amerykański lekarz, architekt i wynalazca.

## Życiorys
W latach 1781–1784 studiował medycynę na Uniwersytecie Edynburskim, w 1784 otrzymał dyplom na University of Aberdeen. Podróżował po Europie, a w 1787 wyemigrował do USA, w 1788 przyjął amerykańskie obywatelstwo i osiadł w Filadelfii. Choć nie miał formalnego wykształcenia architektonicznego, w 1789 wygrał jeden z konkursów projektów promowanych przez Kompanię Biblioteczną Filadelfii (Library Company od Philadelphia). W latach 1790–1792 ponownie przebywał na rodzinnej Tortoli, gdzie po raz pierwszy usłyszał o ważnym konkursie na projekt Kapitolu Stanów Zjednoczonych. W związku z tym stworzył pierwszy projekt Kapitolu w Waszyngtonie, wzniesionego w 1793 (później został przebudowany). W swoich projektach wzorował się na klasycznej architekturze palladiańskiej. Zaprojektował również m.in. budynek uniwersytetu w Charlottesville (1817-1826) i wiele innych budowli, m.in. w Mount Vernon i Baltimore. W latach 1794–1802 był komisarzem Waszyngtonu, w którym zaprojektował kilka rezydencji, m.in. Octagon (1798-1800), który był używany przez prezydenta Jamesa Madisona w 1814 po pożarze Białego Domu. Obecnie Octagon jest siedzibą American Institute of Architects. W latach 1802–1828 był superintendentem Urzędu Patentowego; wraz z zaprzyjaźnionym wynalazcą Johnem Fitchem, rozwinął parowiec z kołem łopatkowym. Poza tym w latach 1802-1827 opatentował osiem wynalazków.